# David Inscore
David Inscore (ook: Dave Inscore) is een artiest die aan verscheidene computerspellen heeft meegewerkt, zoals Sid Meier's Gettysburg!, Alpha Centauri en Rise of Nations. Hij richtte in 2000 samen met Jason Coleman, Brian Reynolds en Tim Train het bedrijf Big Huge Games op.
Hij studeerde aan het Maryland Institute College of Art waar hij een graad behaalde in Illustratie. Hij begon bij MicroProse waar hij meewerkte aan onder andere European Air War, Virtual Karts en Magic: The Gathering. Hij heeft ook bij Firaxis Games meegewerkt aan de artistieke aspecten van de spellen Sid Meier's Gettysburg! en Sid Meier's Alpha Centauri, met name 3D animaties, het terrein en het ontwerp van de interface.

## Spellen
David Inscore heeft meegewerkt aan de volgende spellen, op chronologische volgorde:
- Virtual Karts (1995)
- Sid Meier's CivNet (1995, multiplayer-versie van Civilization)
- Sid Meier's Gettysburg! (1997)
- Magic: The Gathering (1997)
- European Air War (1998)
- Sid Meier's Alpha Centauri (1999)
- Rise of Nations (2003)
- Rise of Nations: Thrones & Patriots (2004)
- Rise of Nations: Rise of Legends (2006)
- Deion Sander's Prime Time Football (jaartal onbekend)